# زنده‌باد زاپاتا!
زنده‌باد زاپاتا! یا زنده‌باد ساپاتا! (به اسپانیایی: Viva Zapata)، فیلمی زندگی‌نامه‌ای محصول سال ۱۹۵۲، به کارگردانی الیا کازان است. فیلمنامه این فیلم توسط جان استاین‌بک، نویسنده مشهور آمریکایی و بر اساس کتاب ساپاتای شکست ناپذیر اثر اجکامب پینچون نوشته شده بود، هرچند که واقعیت شکست ناپذیری ساپاتا که در عنوان کتاب مورد تأکید قرار داشت، در عنوان فیلم چندان معتبر شمرده نشده بود.
این فیلم روایتی آمیخته به افسانه از زندگی انقلابی مشهور مکزیکی امیلیانو ساپاتا را به تصویر می‌کشید و ماجرای صعود او از یک زندگی دهقانی به عرصهٔ قدرت در اوایل دههٔ ۱۹۰۰ میلادی و همین‌طور ماجرای مرگ او را بازگو می‌نمود. برای آن که به این فیلم در حد ممکن حس و حال واقعی و معتبر داده شود، الیا کازان و تهیه‌کننده فیلم، یعنی داریل. اف. زانوک تعداد زیادی از عکس‌هایی را که در طول سال‌های انقلاب گرفته شده بود، مورد مطالعه و بررسی دقیق قرار دادند. اغلب این عکسها در مدت زمان بین سال‌های ۱۹۰۹ تا ۱۹۱۹ گرفته شده بودند، یعنی زمانی که ساپاتا رهبری مبارزات مردم را برای بازگرداندن زمینهایشان که در طول دیکتاتوری پورفیریو دیاس از آن‌ها گرفته شده بود، بر عهده داشت. در این زمینه کازان به خصوص تحت تأثیر مجموعه‌ای از عکسهای آگوستین کازازولا قرار گرفت و تلاش نمود تا الگوی تصویری و سبک بصری موجود در این عکسها را در فیلم خود تکثیر و بازسازی نماید. کازان همچنین اذعان کرده‌است که در ساخت این فیلم، تحت نفوذ و تأثیر سبک روبرتو روسلینی در فیلم پایزان(پایزا) او، قرار داشته‌است. نقش آفرینی مارلن براندو و آنتونی کوئین در جذاب بودن آن بسیار تأثیرگذار بوده‌است.

## خلاصه داستان
ساپاتا (مارلون براندو) به عنوان عضوی از هیئت فرستادگان مردم و به اتفاق سایر اعضای هیئت نزد رئیس‌جمهور پورفیریو دیاز (فای روپه) آمده‌اند تا ضمن شکایت به رئیس‌جمهور، اطلاعات مربوط به فساد و بی عدالتی موجود را در اختیار وی بگذارند، اما دیاز با بی‌توجهی شکایت آنان را رد می‌کند. در نتیجه این اتفاق، ساپاتا ناگزیر همراه با برادرش اوفمیو (آنتونی کوئین) شورشی بزرگ را آغاز می‌کند. او در جنوب و پانچو بی‌یا (آلن رید) در شمال، تحت رهبری فرانسیسکو مادرو (هارولد گوردون)، انقلابی مشهور متحد می‌شوند.
سرانجام رئیس‌جمهور دیاس سرنگون می‌شود و مادرو جای او را می‌گیرد، اما زاپاتا با تاسف و تأثر درمی یابد که هیچ چیز تغییر نکرده‌است. فساد و بی عدالتی در رژیم جدیدی که جایگزین رژیم قبلی شده‌است، به هیچوجه کمتر از آن رژیم نیست. برادر خود او، اوفمیو برای خویش بساط یک دیکتاتور کوچک را تدارک دیده، و درصدد است تا هرآنچه را که می‌خواهد بدون کوچکترین توجهی به قانون به دست بیاورد. مادرو با اعتماد به ژنرال خیانتکار خویش ویکتوریانو اوارتا (فرانک سیلورا)، اسباب زوال و نابودی خویش را فراهم می‌کند. اوارتا ابتدا مادرو را اسیر می‌کند و سپس او را به قتل می‌رساند. ساپاتا خود به ناچار به کمین اوارتا می‌نشیند و او را به دام می‌اندازد و می‌کشد.
ساپاتا در این فیلم به عنوان یک رهبر شورشی فساد ناپذیر به تصویر کشیده شده‌است. او حتی هنگامی‌که دل کندن از منافع شخصی دشوار به نظر می‌رسد، برای بازگرداندن زمینهایی که از دهقانان به زور گرفته شده، به آن‌ها ابراز تمایل می‌کند، در حالی که دیگران تمایلی به چشم پوشی از منافع شخصی خویش را ندارند. اشتاین بک در این فیلم به طرح این اندیشه که قدرت نظامی و سیاسی، می‌تواند موجب فساد افراد شود، پرداخته‌است.

## جوایز و افتخارات
- آنتونی کویین برنده جایزه اسکار سال ۱۹۵۲ به عنوان بهترین بازیگر نقش مکمل مرد شد.

این فیلم همچنین در بخش‌های زیر نیز، نامزد دریافت جایزه اسکار گردید:
- بهترین بازیگر مرد نقش اصلی برای: مارلون براندو
- بهترین نویسندگی، داستان و فیلمنامه برای: جان اشتاین بک
- بهترین کارگردان هنری در تهیه مجموعه دکوراسیون‌های سیاه و سفید فیلم برای: لایل. آر. ویلر، لیلاند فولر، توماس لیتل، و کلود. ای. کارپنتر.
- بهترین موسیقی موفق در هماهنگی با تصاویر دراماتیک یا کمدی فیلم برای: الکس نورث

همچنین در جشنواره فیلم کن سال ۱۹۵۲، مارلون براندو جایزه بهترین بازیگر نقش اول مرد را، به خود اختصاص داد و در عین حال خود الیا کازان نیز، نامزد دریافت جایزه بزرگ در فستیوال بین‌المللی فیلم گردید.

## تولید
فیلمبرداری این فیلم در دورانگو، کلرادو، رم، تگزاس و نیومکزیکو انجام گرفته‌است.

## دربارهٔ فیلم

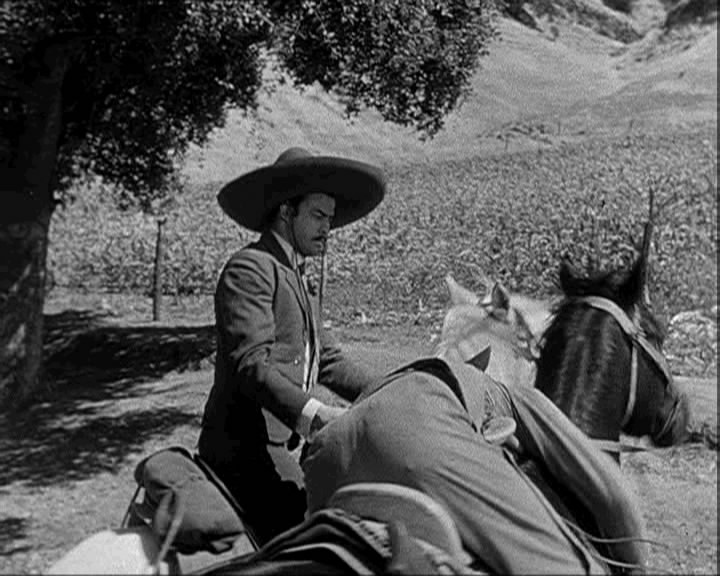
مارلون براندو در صحنه‌ای از زنده باد ساپاتا

٭ اثری سرگذشت‌نامه‌ای پیرامون قهرمانی‌های یکی از شورشیان مکزیکی که در کنار پانجو ویلا، رهبر انقلابی مکزیک، در راه کشورش مبارزه کرد. اگرچه فیلم‌نامه براساس وقایع تاریخی نوشته شده‌است، اما استاین‌بک فضائی رمانتیک را به سیر وقایع تحمیل می‌کند و نتایج اخلاقی را پررنگ می‌نماید؛ هرچند که این نقطه‌ضعف در سایه بازی‌های درخشان بازیگران، به‌ویژه براندو و کوئین، قرار می‌گیرد. فیلم با استقبال روبه‌رو می‌شود، اما نگاه استاین‌بک / کازان به وقایع تاریخی ـ از آن‌جا که به ماهیت واقعی ساپاتا در بی‌رحمی و سبعیت کم‌تر اشاره‌ای می‌شود و همچنین به‌دلیل اصرار در ساختن تصویری اسطوره‌ای از او، به آن سان که پیش از این سابقه نداشت ـ مورد انتقاد منتقدان قرار می‌گیرد.
- این فیلم تمایل دارد تا چهره‌ای کم و بیش خیالی و افسانه‌ای از امیلیانو ساپاتا ارائه بدهد و در انجام این کار، تا حدودی به تحریف ماهیت واقعی انقلاب مکزیک پرداخته‌است. در واقع ساپاتا تنها یک مبارز بود که برای آزاد کردن زمین‌های دهقانان سرزمین مورلوز و دیگر نواحی جنوبی مکزیک، جنگید. افزون بر این، این فیلم ساپاتا را به گونه‌ای نادرست، به صورت یک فرد عامی و بیسواد به تصویر کشیده‌است، حال آنکه امیلیانو ساپاتا در واقع در یک خانواده نسبتاً ثروتمند که صاحب پول و زمین‌های زیاد بودند، نشو و نما کرد و از آموزش و پرورش کافی بهره داشت.
- باربارا لیمینگ در بیوگرافی که از زندگی مریلین مونرو فراهم آورده می‌نویسد که این بازیگر زن برای به دست آوردن نقشی در یک بخش از این فیلم تلاش نمود، اما تلاش او، احتمالاً به دلیل اینکه داریل. اف. زانوک (تهیه‌کننده فیلم)، در خصوص توانایی‌های وی اطمینان چندانی نداشت، ناکام ماند و او نتوانست نه به عنوان بازیگر و نه حتی در امور دفتری مربوط به فیلم نقشی ایفا کند.
- جان اشتاین بک افزون بر نگارش فیلمنامه این فیلم، کتابی نیز تحت عنوان «زاپاتا» یا «ساپاتا» نوشته‌است. وی در مقایسه با فیلمنامه اصلی فیلم، در کتاب خویش یافته‌های تازه‌ای در مورد زندگی ساپاتا ارائه کرده‌است. برخی از این یافته‌های جدید توسط اشتاین بک در فیلمنامه اصلی فیلم و همین‌طور در نسخه رسمی فیلمنامه موجود است.

## برخی صحنه‌های به‌یادماندنی
در فیلم زنده باد ساپاتا، مارلون براندو و آنتونی کوئین، دیالوگ‌های ماندگار و صحنه‌های زیبای متعددی خلق می‌کنند.
از جمله درجایی از فیلم ساپاتا و جمعی از روستائیان محروم که زمین‌هایشان را از دست داده‌اند، به ملاقات رئیس‌جمهور می‌روند و از اوضاع نابسامان خویش و ظلم و جور زمین‌داران بزرگ شکایت می‌کنند. ساپاتای جوان وقتی بی‌تفاوتی رئیس‌جمهور را می‌بیند لب به شکایت باز می‌کند. رئیس‌جمهور هم که از شهامت و جرئت و جسارت او عصبانی شده، روی کاغذ دور اسم ساپاتا را خط می‌کشد تا او را به خاطر بسپارد!
سال‌ها می‌گذرد و سرانجام بعد از مبارزات بی‌شمار، دهقانان به رهبری ساپاتا پیروز می‌شوند و حقشان را می‌گیرند. البته بعد از مدتی اطرافیان ساپاتا و از جمله برادر او (با بازی آنتونی کوئین)، اسیر جاه و مقام و ریاست می‌شوند و از مردم فاصله می‌گیرند. باز هم تعدادی از دهقانان برای شکایت به ملاقات ساپاتا می‌روند. این بار در صحنه‌ای دیگر از فیلم ساپاتای میانسال را می‌بینیم که بر جای همان رئیس‌جمهور سابق نشسته‌است. اما در پاسخ به مردم، ساپاتا هم درست همانند همان رئیس‌جمهور قبلی سعی می‌کند که با وعده و وعید، مردم را از سر خویش باز کند و برگرداند، اما در همان حال، جوانکی پر دل و جرئت، شبیه همان فریادهای دیروز ساپاتا را بر سر او می‌کوبد. ساپاتا که از شجاعت و صراحت او عصبانی شده بود، اسمش را می‌پرسد و بر روی برگه کاغذ، دور اسم او خط می‌کشد تا سر فرصت حقش را کف دستش بگذارد!، اما ناگهان درست در همین لحظه، به یاد ماجرای خودش با رئیس‌جمهور سابق می‌افتد. پس قلم را روی میز می‌گذارد و اسلحه‌اش برمی‌دارد و به همراه دهقانان برای احقاق حق آن‌ها و کوتاه کردن دست مبارزان سابق و زورگویان جدید، از جمله برادرش از قصر خارج می‌شود…
برادر ساپاتا از آن دسته انقلابیونی بود که احساس می‌کرد مردم بخاطر سوابق و مبارزاتش به او بدهکارند! او خودش را ژنرال می‌دانست و به خودش حق می‌داد که بر مال و جان و ناموس مردم دست درازی کند و وقتی اعتراض ساپاتا را شنید سابقه مبارزاتی‌اش را به رخش کشید و گفت: «من هم مثل تو زحمت کشیدم. هر قدر که تو جنگیدی، من هم جنگیدم. اما الان باید از مردم ده گدایی کنم! من ژنرالم و مثل ژنرال‌ها رفتار می‌کنم.»
و ساپاتای افسرده، وقتی حال و روز برادرش را دید در برابر مردم ساده روستایی چیزی برای گفتن نداشت جز اینکه: «شما همیشه دنبال رهبر گشتین. دنبال آدم‌هایی قوی و بی‌عیب. همچین آدمی نیست. همه آدم‌ها مثل خودتون عوض می‌شن!»

## ترجمه به فارسی
فیلمنامۀ این فیلم به زبان فارسی ترجمه شده و با مشخصات زیر به چاپ رسیده است:
- زن‍ده‌ ب‍اد زاپ‍ات‍ا‬‏‫، ت‍رج‍مۀ ک‍اظم‌ اس‍م‍اع‍ی‍ل‍ی‌، ت‍ه‍ران‌: خ‍ات‍ون‌‏‫، ۱۳۶۷.
- زن‍ده‌ ب‍اد زاپ‍ات‍ا‬‏‫، ت‍رج‍مۀ ه‍م‍ای‍ون‌ ن‍وراح‍م‍ر، ت‍ه‍ران‌: ن‍ش‍ر ن‍ی‌، ۱۳۷۸.